# Walmart Chile
Walmart Chile S.A., anteriormente llamada Distribución y Servicio (D&S), es una compañía chilena que desde enero de 2009 es propiedad de la multinacional estadounidense Wal-Mart Stores Inc. (NYSE:WMT). Es matriz de las cadenas de supermercados Líder, Express de Líder, SuperBodega aCuenta, Central Mayorista, Walmart Alimentos y Servicios (ex AliServ) y del portal de comercio electrónico Líder.cl.

## Historia

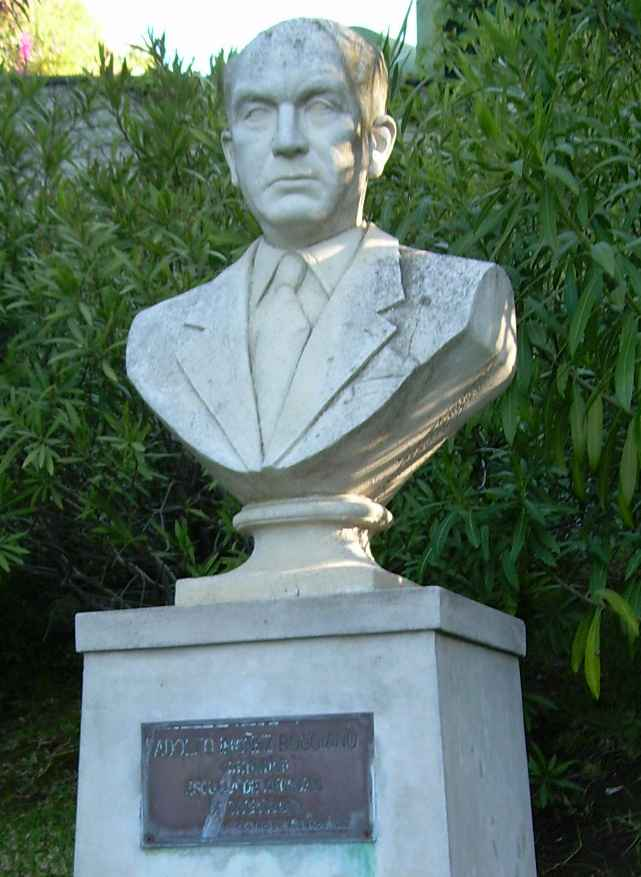
Busto de Adolfo Ibáñez, fundador de la empresa.

### Antecedentes
En 1893 un grupo de alemanes originarios de Hannover fundaron R. Gratenau y Cía. en Concepción (aunque la historia oficial de la compañía señala que fue en Valparaíso), dedicada principalmente a las importaciones y distribución mayorista.
La sociedad se disolvió en 1908, y en 1909 los negocios se fusionaron con los de Enrique Bahre y Cía. de Valparaíso, a la que posteriormente se integró Pablo Herbst —tomando el nombre de Bahre, Herbst y Cía.— y Adolfo Ibáñez Boggiano, quien trabajaba para Bahre en Concepción desde 1899. En 1914 Herbst se retiró del negocio, y en 1925 hizo lo mismo Bahre, quedando la sociedad en las manos de Ibáñez, pasando a llamarse Adolfo Ibáñez y Cía. La compañía diversificó sus inversiones en la década de 1930, entrando al mercado alimenticio a través de los Depósitos Tres Montes, una empresa dedicada al comercio minorista fundada en 1918.

### Creación y expansión
En 1944 los negocios de Adolfo Ibáñez se dividieron en tres empresas; Compañía Comercial e Industrial Tres Montes S.A. (hoy Tresmontes Lucchetti), dedicada a la importación de alimentos, Ibáñez y Cía., dedicada a la distribución de alimentos y la Sociedad Comercial de Almacenes Ltda. En 1949 falleció Adolfo Ibáñez Boggiano, y el control de sus empresas es asumido por sus hijos; mientras que Tres Montes y Conservas Aconcagua (actual Aconcagua Foods) quedaron a manos de Pedro Ibáñez Ojeda; Manuel Ibáñez Ojeda se hizo cargo de los almacenes.
Bajo la gestión de Manuel Ibáñez, en 1953 los antiguos establecimientos de la familia adoptaron el modelo del autoservicio, creado en Estados Unidos hacia 1916. El primero de estos locales se ubicó en el n.º 42 de la céntrica calle Estado de Santiago el 17 de diciembre de 1953 y era del formato superette (similar a la tienda de conveniencia), pues solo constaba de 180 m². Su eslogan era «Sírvase usted mismo y pague a la salida». Como este tipo de local era pequeño, la Sociedad Comercial de Almacenes decidió crear uno bajo el formato de supermercado —con estacionamientos propios y cajas en la salida de la tienda—, el cual fue abierto al público el 27 de abril de 1957 en Avenida Providencia, entre las calles Ricardo Lyon y Pedro de Valdivia, en la comuna homónima. Fue bautizado con el nombre de Almac Supermarkets. Este ha sido reconocido como el primer supermercado de Chile y Latinoamérica.
La empresa adoptó posteriormente el nombre de Supermercados Almac S.A. A inicios de la década de 1970, cuando gobernaba la Unidad Popular, la compañía buscó nuevas alternativas de negocio, como los «supermercados rodantes» y dispusieron buses de acercamiento gratuitos para los clientes.

### D&S: Consolidación
En 1984, la empresa creó un supermercado con el formato de tienda de descuento, llamado Ekonomic (que luego acortaría su nombre a Ekono), basado en los supermercados Food 4 Less de los Estados Unidos. Al año siguiente se fundó Distribución y Servicio S.A. (D&S), empresa que en un principio estaba dedicada a la distribución y aprovisionamiento de los supermercados de la compañía, y que terminó siendo la matriz del holding del mismo nombre. Durante la segunda mitad de la década de 1980, la empresa creó nuevos formatos (como el hipermercado Ekono, en 1987, y el Almac Fresh Market, en 1989), y se expandió a regiones en 1990, con la inauguración de un Ekono en Viña del Mar, y al extranjero, con la apertura de un Ekono en Argentina. En 1986 se fundó SAITEC S.A. (Sociedad Anónima Inmobiliaria Terrenos y Establecimientos Comerciales), empresa inmobiliaria del grupo.

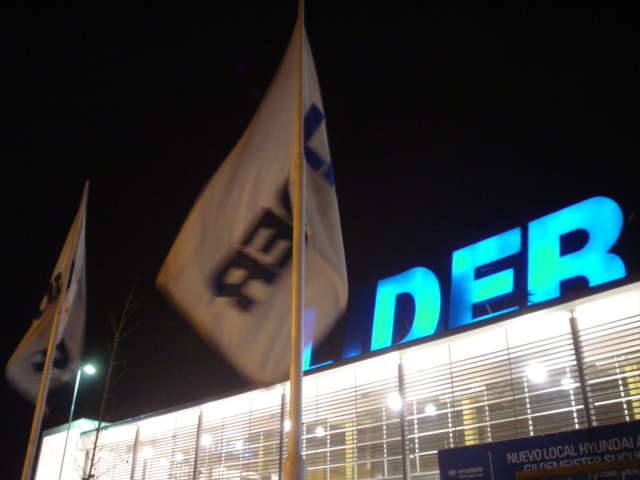
Líder Pajaritos, primer hipermercado de ese formato.

Nicolás y Felipe Ibáñez Scott, hijos de Manuel Ibáñez, asumieron el control de la compañía en 1994. En 1995 se crearon los hipermercados económicos Líder, formato caracterizado por su amplio espacio, siendo sus locales de aproximadamente 10 mil m², de los cuales se da una prioridad a artículos de hogar, electrodomésticos y textiles (con un 60% de la superficie) respecto a los alimentos (40%). El primer local Líder se inauguró ese año en Santiago en la Avenida General Velásquez como Ekono Líder, y el primero en tener el nombre Líder fue el de Avenida Pajaritos. En 1996 la empresa se transformó en una sociedad anónima abierta, ingresando al mercado bursátil con la puesta de acciones —que correspondieron al 8% de su capital— en la Bolsa de Comercio de Santiago, y se creó la tarjeta de crédito Presto. Al año siguiente, D&S comenzó a cotizarse en la Bolsa de Nueva York.
D&S continuó creando nuevos formatos, como Líder Vecino (2000), las farmacias Farmalíder (2001) y Líder Express (2003). Ese mismo año adquirió los siete locales que tenía la compañía francesa Carrefour en Chile y también hizo desaparecer las tiendas Ekono y Almac, siendo renombradas como Líder y Líder Express respectivamente. En junio de 2005, la tarjeta Presto fue autorizada para operar como tarjeta abierta, regulada por la Superintendencia de Bancos e Instituciones Financieras, y para diciembre de ese año representaba el 21,2 % de las ventas de la compañía.[cita requerida]
En 2006 las farmacias Farmalíder pasaron a ser parte de Farmacias Ahumada, tras una alianza estratégica entre ambas empresas. Al año siguiente se volvió a desarrollar el desaparecido formato Ekono (supermercados pequeños de bajo coste) y crearon los supermercados con formato de bodega, SuperBodega aCuenta. Ese mismo año cambiaron los formatos de los supermercados Líder, dejándolos como Híper Líder (hipermercados) y Express de Líder (supermercados), desapareciendo Líder Vecino.
El 17 de mayo de 2007, D&S acordó su fusión con el holding Falabella, para formar la compañía de retail más grande del país y Sudamérica. Sin embargo, un fallo del Tribunal de Defensa de la Libre Competencia del 31 de enero de 2008 rechazó la operación.

### Filial de Walmart

Logotipo de Líder desde 2011.

El 20 de diciembre de 2008 se acordó la compra de D&S por parte de Inversiones Australes Tres Limitada, filial de Walmart Stores Inc., lo que se concretó el 23 de enero de 2009. La compañía estadounidense —considerada el mayor retailer del mundo— lanzó una Oferta Pública de Adquisición de Acciones (OPA) por el 100 % de la empresa, ofreciendo US$ 0,408 por acción (unos $ 259,488); la cifra representaba un premio de 37 % en relación con el precio promedio de los 30 días previos, y valorizó la empresa en US$ 2.660 millones.[cita requerida] La familia Ibáñez se comprometió, inicialmente, a vender a Walmart un 23,4 % de D&S, reteniendo en ese caso un 40 % de la empresa.[cita requerida] Tras dos OPA, Walmart quedó con el control de alrededor del 74,61 % de la compañía. El 28 de octubre de 2010, D&S anunció el cambio de su nombre a Walmart Chile, cuestión que se oficializó el 22 de noviembre de 2010.
En abril de 2013 la compañía inició una nueva cadena de tiendas mayoristas, Central Mayorista, cuyo primer local se inauguró en Puente Alto.
En noviembre de 2013 se anunció la venta de la totalidad de las acciones de la compañía que quedaban en manos de la familia Ibáñez (25,06 %) a Walmart. El pago se hizo efectivo en febrero de 2014, controlando el 99,72 % de la compañía, y ese mismo mes Walmart lanzó una nueva OPA para comprar el pequeño porcentaje que está en manos de otros accionistas, para controlar la totalidad de la empresa. El 28 de marzo la compañía informó que como resultado de la OPA el controlador posee ahora el 99,93 % del capital social. El 24 de abril de 2014 se renovó completamente el directorio, concretando la salida de Felipe y Nicolás Ibáñez, con Enrique Ostalé asumiendo la presidencia del mismo.
En 2017 Walmart pone fin a la marca Ekono, pasando gran parte de sus locales a ser Express de Líder durante 2018 y 2019.
En septiembre de 2019 la compañía inauguró su nuevo centro de distribución El Peñón, proyecto que contó con una inversión superior a los USD 180.000.000. Si bien su construcción fue autorizada por las autoridades ambientales, existió resistencia por parte de comunidades del sector para evitar su concreción. Un mes más tarde, en el contexto de la crisis social en Chile iniciada el 18 de octubre, la compañía sufrió la vandalización y saqueo de más de 70 locales en todo el país, de los cuales 38 fueron posteriormente incendiados y destruidos.
En los últimos años, la compañía ha estado avanzando en su transformación digital y estrategia omnicanal. Además de robustecer su propuesta de valor en comercio electrónico a través del sitio Lider.cl y su aplicación móvil, y ha implementado puntos de retiros Pickup a lo largo de todo el país.

## Enseñas

### Supermercados

#### Actuales

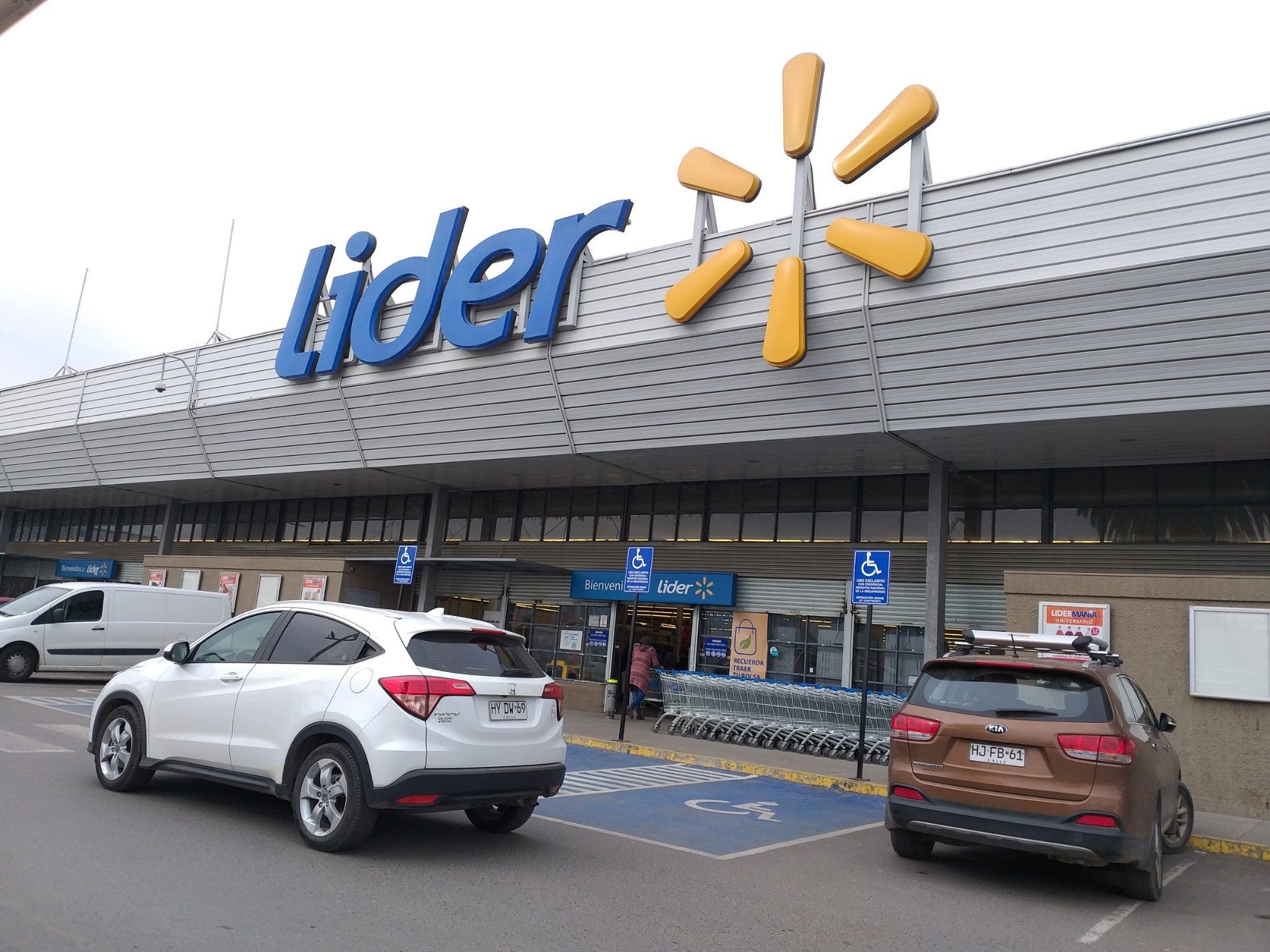
Líder, ciudad de Talca.

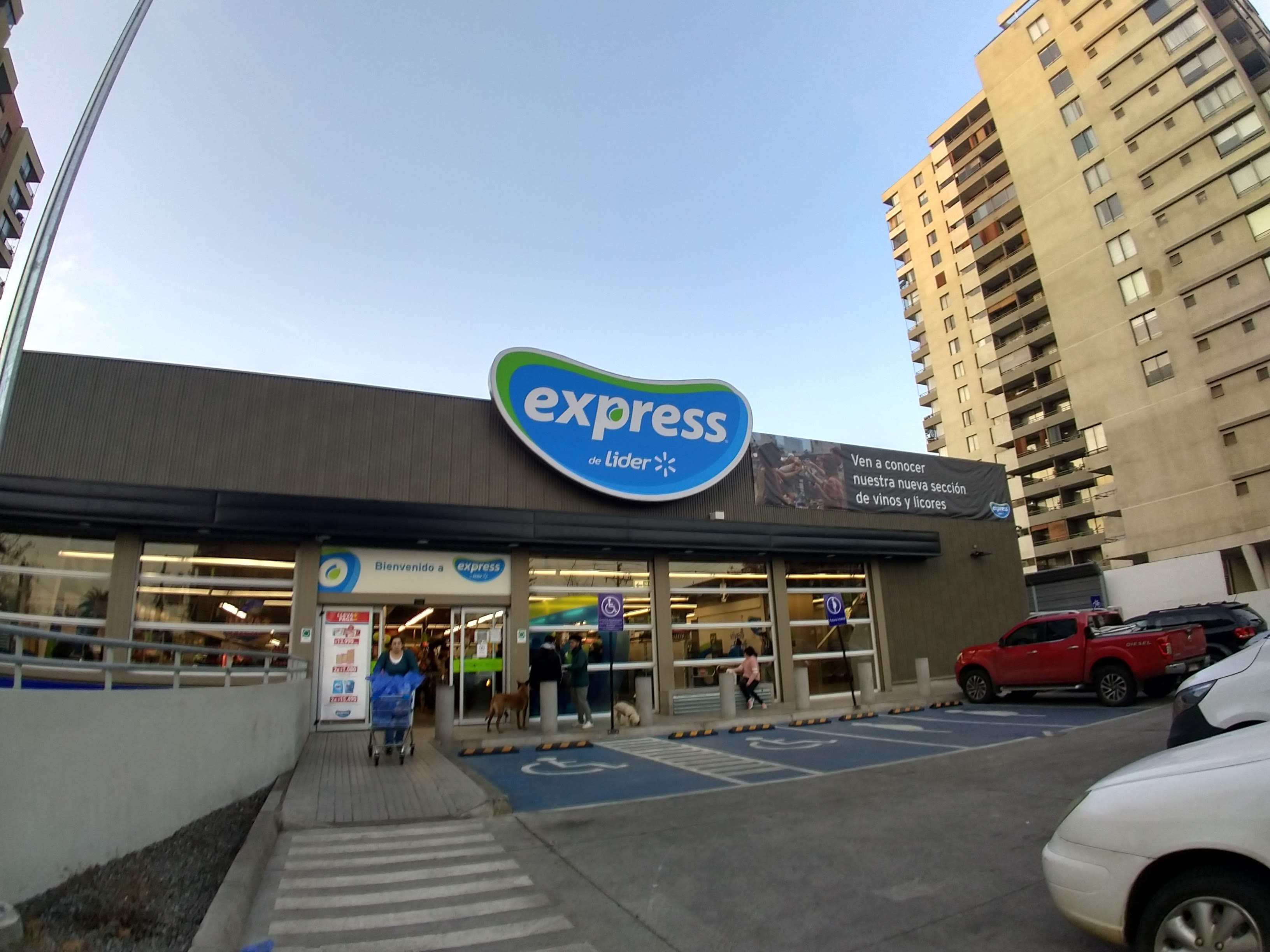
Express de Líder, comuna de Ñuñoa.

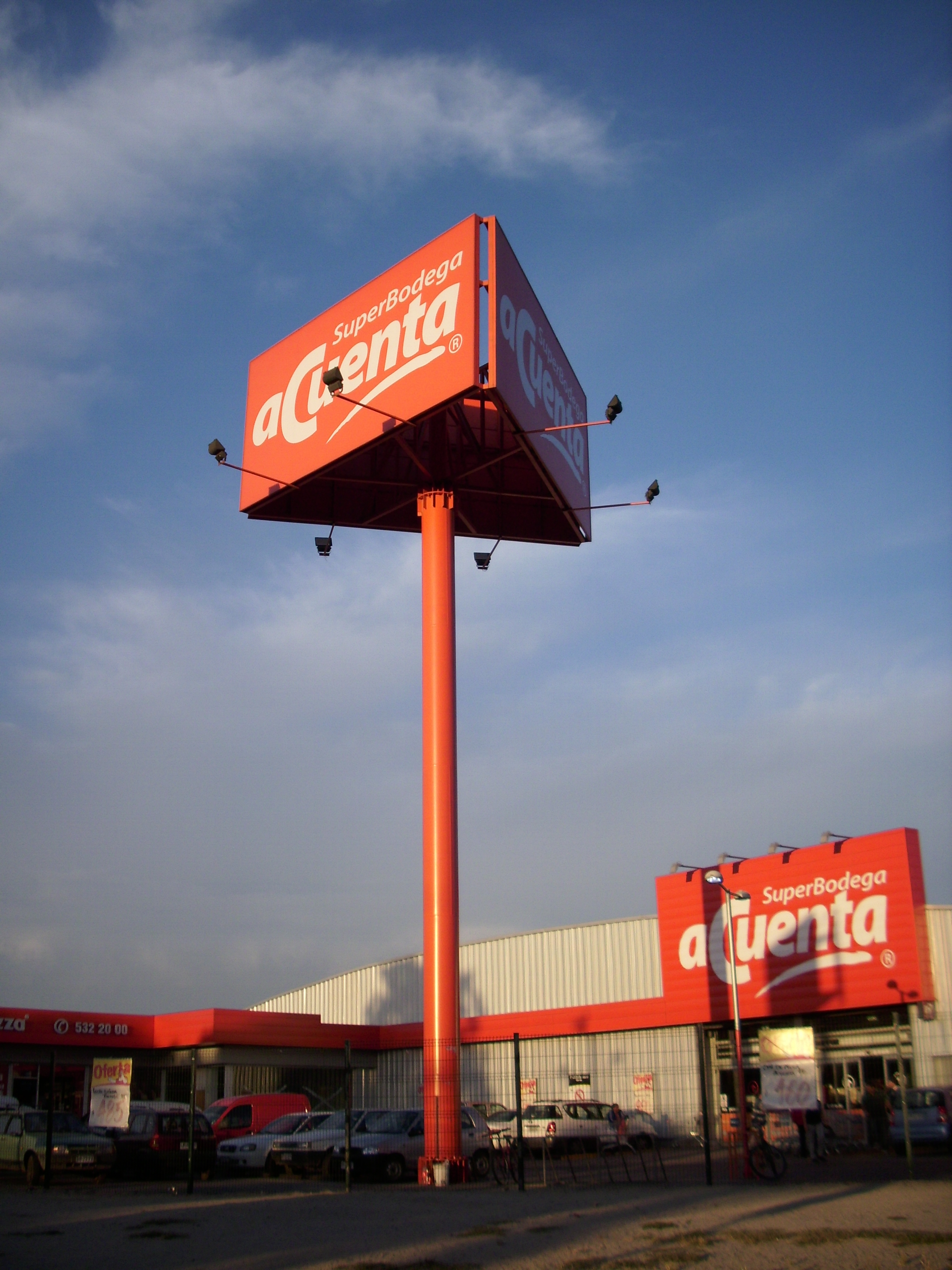
SuperBodega aCuenta, comuna de Maipú.

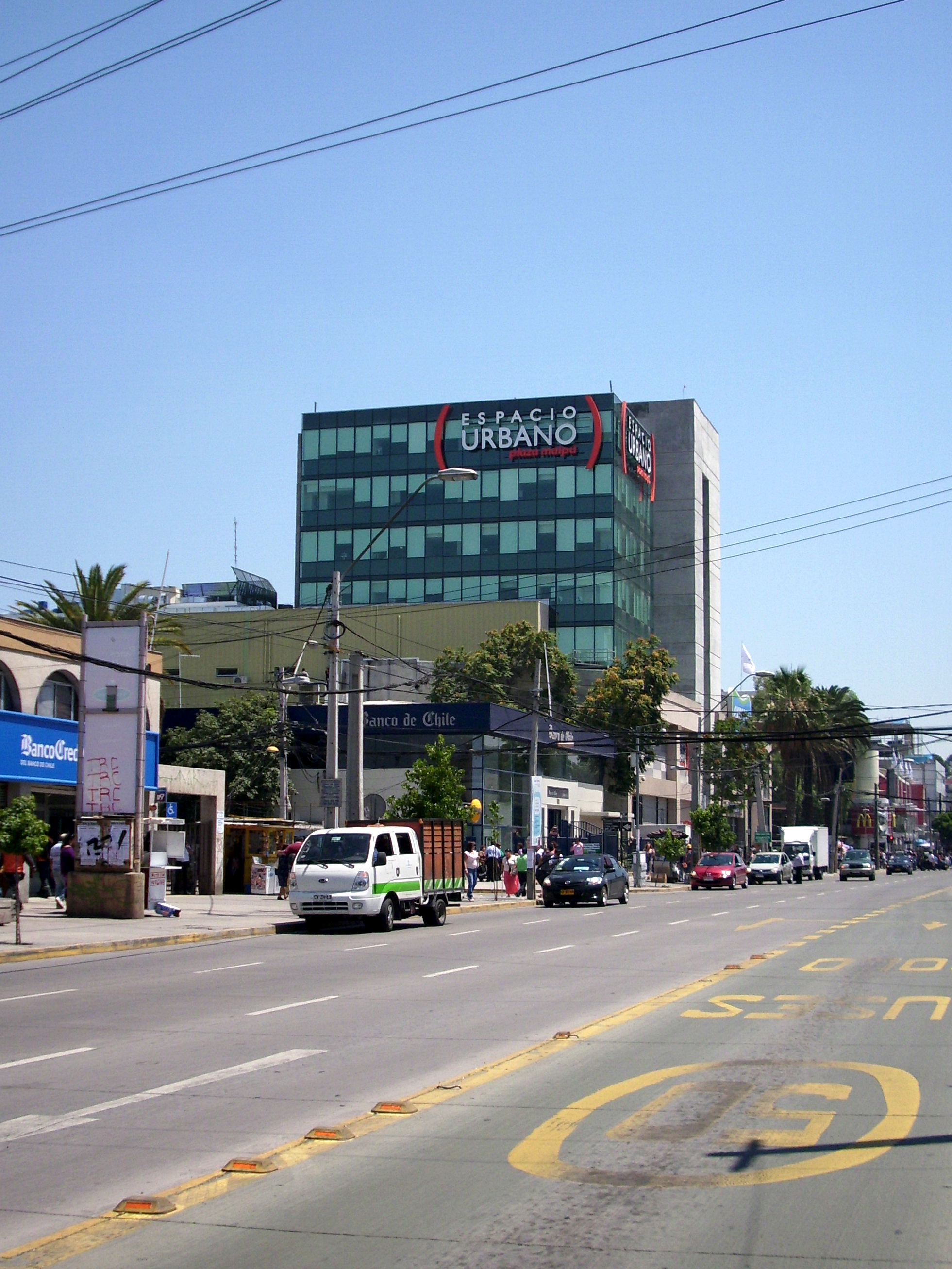
Espacio Urbano Plaza Maipú.

| Marca               | Tipo de tienda                           | Locales |
| ------------------- | ---------------------------------------- | ------- |
| Líder               | Hipermercados                            | 100     |
| Express de Líder    | Supermercados de proximidad              | 157     |
| SuperBodega aCuenta | Supermercado minorista en formato bodega | 128     |
| Central Mayorista   | Mayorista                                | 13      |
| Total               | Total                                    | 398     |

#### Extintos
| Marca              | Tipo de tienda              | Creación | Extinción |
| ------------------ | --------------------------- | -------- | --------- |
| Almac              | Supermercados               | 1957     | 2003      |
| Almac Express      | Supermercados de proximidad |          | 2003      |
| Almac Fresh Market | Supermercados               | 1989     | 2003      |
| Líder Vecino       | Hipermercados Petite        | 2000     | 2007      |
| Líder Mercado      | Hipermercados               | 2001     | 2003      |
| Ekono              | Tienda de conveniencia      | 1984     | 2019      |

### Centros comerciales
Walmart Chile Inmobiliaria (anteriormente Sociedad Anónima Inmobiliaria Terrenos y Establecimientos Comerciales, SAITEC S.A.) maneja centros comerciales de diversos tamaños y formatos. Originalmente controlaba:
- Centro Urbano (Power centers):
  - Centro Urbano Bio Bío (Concepción)
- Espacio Urbano (malls compactos):
  - Espacio Urbano Linares
  - Espacio Urbano Los Andes
  - Espacio Urbano Pionero (Punta Arenas)
  - Espacio Urbano Viña Centro
  - Espacio Urbano 15 Norte (Viña del Mar)
  - Espacio Urbano La Reina
  - Espacio Urbano Gran Avenida (San Miguel)
  - Espacio Urbano La Dehesa
  - Espacio Urbano Las Rejas
  - Espacio Urbano Puente Alto
  - Espacio Urbano Plaza Maipú
  - Espacio Urbano Antofagasta

El 1 de septiembre de 2016 Walmart Chile vendió diez de sus centros comerciales Espacio Urbano a Confuturo y CorpSeguros. La transacción fue una de las mayores operaciones inmobiliarias de 2016, ascendiendo a US$ 646 millones.
Walmart Chile mantiene la administración de (aunque sin utilizar la marca Espacio Urbano pues la vendió): 
- Espacio Urbano Viña Centro (hoy llamado Paseo Viña Centro)
- Espacio Urbano La Reina (llamado Galería Comercial).

### Marcas propias de productos
- Acuenta
- Líder
- Equate
- Parent's Choice
- Selección
- Great Value
- Spring Valley
- Bodycology
- Boulevard
- Haus
- Alquimia
- Paragon
- Homeworks
- Groven
- Tempore
- Auto Drive
- Man Stays
- George

## Reconocimientos
Por años las ejecutivas de Walmart Chile han sido reconocidas entre las 100 Mujeres Líderes del país, premio organizado por El Mercurio y Mujeres Empresarias, entre las nominaciones que realiza la opinión pública en una primera etapa, y luego un jurado integrado por un selecto grupo de distintos ámbitos del quehacer nacional. Entre las ejecutivas premiadas en distintos años están Karina Awad, Carmen Román, Olga González, Jesica Duarte y Loreto Cornejo.
En diciembre de 2014 el Servicio Nacional de Capacitación y Empleo (SENCE) y Fundación Tacal reconocieron a Walmart Chile entre las empresas más inclusivas de 2014. Asimismo, Fundación Iguales entregó su premio anual a Walmart Chile por ser la empresa que más destacó durante ese año en promover el respeto a la diversidad sexual.
En junio de 2016 Walmart Chile fue distinguida entre las empresas más innovadoras según el Ranking Percepción de Innovación, desarrollado por Best Place to Innovate en conjunto con el Centro de Innovación y Tecnología de la Universidad Adolfo Ibáñez (UAI), GfK Adimark e Imagine Business Lab by Microsoft Innovation Center.

## Responsabilidad social corporativa
Desde 1996 Walmart Chile tiene una alianza con el Hogar de Cristo a través de la cual la compañía aporta una donación monetaria anual y al mismo tiempo, canaliza las donaciones de clientes hacia el Hogar de Cristo a través de la recolección de pequeñas donaciones en las cajas registradoras de sus supermercados Líder, Express de Líder y SuperBodega aCuenta. Según la compañía, el 100% del dinero donado por clientes va dirigido al Hogar de Cristo y sus beneficiarios.
Asimismo, Walmart Chile es uno de los socios fundadores y estratégicos de la Red de Alimentos, organización de beneficencia que entrega alimentos a los beneficiarios de más de 180 organizaciones solidarias en Chile.

## Controversias

### Políticas laborales
Durante años la empresa mantuvo la política de organizar sus locales de manera independiente, asignando un Rol Único Tributario (RUT) a cada uno de sus locales (práctica también llamada «multi RUT»), lo que se percibía como un impedimento a los trabajadores para agruparse a nivel de empresa. A pesar de ello, en 2007 se conformó un sindicato interempresas. En septiembre de 2010 Walmart-D&S decidió poner fin al «multi RUT».
Walmart Chile ha enfrentado acusaciones respecto a sus prácticas laborales. La Dirección del Trabajo ha cursado multas a la compañía por exceder el máximo diario de horas extras, no llevar de manera correcta el registro de asistencia y horas de trabajo, no otorgar descanso semanal compensatorio, y efectuar deducciones de las remuneraciones sin el consentimiento del trabajador. En marzo de 2012 los trabajadores de los supermercados Ekono realizaron una huelga durante 20 días demandando mejores sueldos, pago de sus horas extras y el cumplimiento de la hora asignada para colación.

### Sistema de crédito
En julio de 2011, el ministro de Economía, Pablo Longueira anunció que se realizaría una demanda colectiva del Servicio Nacional del Consumidor (SERNAC) contra Presto —la tarjeta de crédito de Walmart Chile— por mantener en Dicom a los clientes que repactaban sus deudas, a través de una cláusula contractual que establecía que dicha reprogramación no hace cesar la mora.
Claudio Hohmann, gerente de asuntos corporativos de Walmart Chile, defendió dicha práctica comercial ya que «este es un negocio de mucho riesgo, pero para la sanidad de estos clientes y del negocio es importante que ellos estén en el Dicom».